# Józef Antoni Hołyński
Józef Antoni Hołyński herbu Klamry (zm. w 1770 roku) – wojski mścisławski w latach 1762–1770, wójt mścisławski w latach 1757–1766, podstarości mścisławski w latach 1748–1766.
Był elektorem Stanisława Augusta Poniatowskiego w 1764 roku z województwa mścisławskiego.